# Успение Богородично (Ератира)
Вижте пояснителната страница за други значения на Успение Богородично.
„Света Богородица“ (на гръцки: Ιερός Ναός Παναγίας Εράτυρας, Κοιμήσεως της Θεοτόκου) е православна църква в село Ератира (Селица), Егейска Македония, Гърция, част от Сисанийската и Сятищка епархия.

## Местоположение
Църквата е разположена на 1 km северно от селото по пътя към манастира „Свети Атанасий“.

## История
Според двата оцелели надписа в църквата, паметникът е построен в 1763 година. Вероятно е била гробищен храм.
Ктиторският надпис на църквата е разположен на трегера на входа на нартекса и е запазен в сравнително добро състояние. Състои се от шест реда с главни букви, написани с черно върху светъл хоросан. Обграден е от правоъгълна рамка с черна линия и е част от разделението, направено от червена лента през цялото развитие на стенописите. В началото има кръст със същия размер като буквите. Надписът е следният:
| „ | † Ἀνηγέρθη κὲ ἀνηστορήθη· οὗτος ὁ θήος κὲ πάνσεπτος ναὸς τῆς- // κημήσεος τῆς ἡπεραγίας· δεσπήνης ἠμόν θεοτόκου κὲ ἀηπαρ- // θένου Μαρήας· κὲ δηὰ σηνδρομῆς κὲ ἐπὴ ἐξόδου τῶν τημηοτάτων κὲ // εὐγενεστάτων ἀρχόντων κ(υρί)ο κὴρ Θανάσι Κονταλὶ κὲ δηὰ τὴν ἡστορήα κιρίο // κὴρ, Ἰωάν(ν)η· Μπου[…]λη· κὲ ἀρχηερατεύοντος τοῦ πανηεροτάτου κὲ λογητάτου· // Κηρίο· Κηρίο· Κὴρ· Νηκηφόρου ἔτη 1763 – ἐτεληόθι - αὐγούστου - 29 † Издигнат и изписан бе този божествен и всесвят храм на Успението на Пресветата наша Владичица Богородица и вечна Дева Мария, със съдействието и за сметка на достопочтените и благородни архонти — господин Танасис Кондалис, и по поръчка за изписване — господин кир Йоанис Бу[…]лис, при архиерейството на всепочитаемия и учен господин господин Никифор. В 1763 година, завършен на 29 август. | “ |

Въпреки че текстът е написан с главни букви, буквата „δ“ е написана с малка. Текстът има препинателни знаци и много правописни грешки, като повечето ударения и придихания са поставени неправилно.
Според надписа църквата е построена със средства на някой си Атанасиос Кондалис и е изписана със средства на Йоанис Бу[…]лис. Няма информация за хората, споменати в надписа. Техните описания като „най-почтени“ и „най-благородни господари“, както и фактът на финансовите разходи говорят за заможни хора. Фразата „δηὰ τὴν ἡστορήα κίριο // κηρ Ἰωάν(ν)η Μπου[..]λη“ от четвъртия ред е довела до объркване сред изследователите, главно след прочитане на Атанасиос Гьомблакис, който смята, че Йоанис Бу[…]лис, освен че е бил ктитор, е бил и зографът, извършил стенописите на църквата. Това мнение е повторено от много други изследователи. Но обикновено имената на зографите се поставят в края на надписа и са написани с малки букви. Също така името на ктитора, който се счита за главното действуващо лице, е поставено на разстояние от името на зографа. Следователно, мнението, че Йоан е бил зографът, украсил църквата, не е вярно. Последният стих предоставя информация за годината на завършване на стенописите, които са завършени на 29 август 1763 година, по време на йерархията на Никифор.
Вторият, посветителен надпис в храма е разположен на южната стена на католикона, на трегера на главния вход. Той е разгърнат в четири реда с главни букви. Текстът е написан с черно върху почти бял хоросан. Надписът е поставен върху отворен свитък в хоризонтално разположение. Фонът на правоъгълника, в който е поставен надписът, е светлосин, а границите му отново са определени от същата червеникава лента, както е при основополагащия надпис на църквата. В началото на първия стих има кръст със същия размер като буквите на надписа:
| „ | † Δέξου δέσποινα τὸν δῶρον, σοὶ προσεκώμισα ἐγὼ ὁ ταπεινός· κὲ ἐλάχιστος δοῦλος σου // Ἰωάν(ν)ης· κὲ τὸν ἐμῶν γεννητῶρρον, δέομε κὲ ἱκετεύω τύν συνπαθεστάτην σου κὲ ἄμαχον δύν- // αμιν να ἱκετεύσης τῶν ὑὸν σου τὸν μονογενὶ νὰ μου σηνχωρίσι πάσας τὰς ἁμαρτήας μου // ἔτη 1763 ἰουλήου 9 †Приеми, Владичице, дара, който ти принесох аз, твоят смирен и най-незначителен раб — Йоанис. И за моите родители те моля и умолявам твоята най-състрадателна и непобедима сила да се застъпиш пред Твоя Единороден Син, за да ми прости всичките ми грехове. Година 1763, 9 юли. | “ |

И в този надпис има грешки в правописа и ударенията, както и употреба на малката буква „δ“. Вторият ред споменава името на дарителя „Ἰωάννου“. Това е Йоанис Бу[…]лис, чието име е написано и в ктиторския надпис. Епиграфските елементи разкриват реда на приемственост и изпълнение на делата в храма. Посветителният надпис е датиран на 9 юли 1763 година, следователно, стенописването на главната църква е завършено през юли, а месец по-късно е завършена и украсата на нартекса. Освен това, има обръщане - редуване, по отношение на разположението на надписите въз основа на съдържанието. Обикновено надписите за основаване се поставят на видно място над главния вход на храма. В случая с разглежданата църква, основният надпис за основаване е разположен над входа на нартекса, докато молителният е разположен в наоса. Това може да е свързано със стенописната работа, която обикновено започва в най-важната част на храма, а именно светилището, и накрая завършва с украсата на нартекса. Вероятно зографът, следвайки реда на последователност в украсата на храма, е поставил основния надпис за основаване върху фронтона на нартекса, информиращ за лицата, допринесли за завършването на работата.

## Архитектура
Църквата е трикорабна базилика с дървена покривна конструкция, без никаква декорация отвън. Размерите на храма са 17,20 m х 10,00 m. На запад има нартекс и над него женска църква. На изток нишите на протезиса и диаконикона са вписани в зидарията, докато отвън се вижда само полукръглата апсида. Църквата има два входа, водещи съответно към нартекса и наоса. Осветлението е ставало чрез три отвора в покрива, които обаче са разрушени. По-късно допълнение е повдигането на тавана в централната част на средния кораб за осветлението. Зидарията е от ломени камъни, материал, който е бил в изобилие в района. По цялата височина на зидарията има хоризонтални слоеве от дървени греди, разположени по периметъра.

## Вътрешност
Нартексът или женската църква е отделен с дървена решетка. Интериорната декорация е впечатляваща.
Дървеният позлатен иконостас, резбован с растителни и животински мотиви, е от времето на създаването на храма. На царските двери има позлатена дървена скулптура. Таванът е решетка с червени и сини дъски, наподобяваща тези в именията в Селица. Иконостасът, както и украсеният таван, са важни примери за високо изкуство от онова време.
Стенописите са с изключително качество. Съдържат изображения от Христологичния, Богородичния и Литургичния цикъл, докато притворът - женската църква е със сцени от Стария завет. Вътрешната живопис хармонизира изключително с дърворезбената декорация. Позлатената дърворезба
- Стенописи